# Teorema di Shannon (elettronica)
In elettronica digitale il teorema di Shannon è un importante teorema riguardante le funzioni booleane principalmente usato per scomporre una funzione complessa in funzioni più semplici o per ottenere un'espressione canonica da una tabella della verità o da un'espressione non canonica.
Nonostante sia attribuito a Claude Shannon, il teorema è stato enunciato per primo da George Boole.

## Il teorema
Data una funzione booleana {\displaystyle f} di {\displaystyle n} variabili booleane {\displaystyle x_{1},x_{2},\dots ,x_{n},} vale l'uguaglianza:
{\displaystyle f(x_{1},x_{2},\dots ,x_{n})=x_{1}\cdot f(1,x_{2},\dots ,x_{n})+{\overline {x_{1}}}\cdot f(0,x_{2},\dots ,x_{n}).}
Le due funzioni sommate al secondo membro sono dette residui della funzione al primo membro rispetto alla variabile {\displaystyle x_{1}.}

### Dimostrazione
Si consideri una funzione {\displaystyle f(x_{1},x_{2},\ldots ,x_{n})} da espandere rispetto alla variabile {\displaystyle x_{1}}. Questa variabile può assumere valore {\displaystyle 0} oppure {\displaystyle 1.}
Caso {\displaystyle x_{1}=0}, cioè {\displaystyle f(0,x_{2},\ldots ,x_{n})}:
{\displaystyle 0\cdot f(1,x_{2},\ldots ,x_{n})+{\overline {0}}\cdot f(0,x_{2},\ldots ,x_{n})=0\cdot f(1,x_{2},\ldots ,x_{n})+1\cdot f(0,x_{2},\ldots ,x_{n})=f(0,x_{2},\ldots ,x_{n}).}
Caso {\displaystyle x_{1}=1}, cioè {\displaystyle f(1,x_{2},\ldots ,x_{n})}:
{\displaystyle 1\cdot f(1,x_{2},\ldots ,x_{n})+{\overline {1}}\cdot f(0,x_{2},\ldots ,x_{n})=1\cdot f(1,x_{2},\ldots ,x_{n})+0\cdot f(0,x_{2},\ldots ,x_{n})=f(1,x_{2},\ldots ,x_{n}).}

## Proprietà
Per espandere rispetto a più variabili si reitera la precedente. Si consideri un'espansione rispetto a {\displaystyle x_{1}} e {\displaystyle x_{2}}:
{\displaystyle f(x_{1},x_{2},\ldots ,x_{n})=x_{2}\cdot [x_{1}\cdot f(1,1,\ldots ,x_{n})+{\overline {x_{1}}}\cdot f(0,1,\dots ,x_{n})]+{\overline {x_{2}}}\cdot [x_{1}\cdot f(1,0,\ldots ,x_{n})+{\overline {x_{1}}}\cdot f(0,0,\ldots ,x_{n})].}
Le operazioni di somma logica, prodotto logico o complementazione non annullano le proprietà di Shannon delle funzioni booleane. Infatti, se sommiamo logicamente {\displaystyle k} alla funzione di una variabile {\displaystyle g(x_{1})=x_{1}}, si ottiene {\displaystyle f(x_{1})=x_{1}+k} che:
- se {\displaystyle k=0,} allora {\displaystyle f(x_{1})=x_{1},}
- se {\displaystyle k=1,} allora {\displaystyle f(x_{1})=1.}

Infatti
{\displaystyle f(x_{1})=f(1)\cdot x_{1}+f(0)\cdot {\overline {x_{1}}}=1\cdot x_{1}+k\cdot {\overline {x_{1}}}=x_{1}+k\cdot {\overline {x_{1}}},}
che fornisce proprio {\displaystyle f(x_{1})=x_{1}} oppure {\displaystyle f(x_{1})=1} a seconda che {\displaystyle k=0,1} rispettivamente.
Nel caso di {\displaystyle f(x_{1})=x_{1}\cdot k} si ha che:
- se {\displaystyle k=0,} allora {\displaystyle f(x_{1})=0,}
- se {\displaystyle k=1,} allora {\displaystyle f(x_{1})=x_{1}.}

Quindi
{\displaystyle f(x_{1})=f(1)\cdot x_{1}+f(0)\cdot {\overline {x_{1}}}=k\cdot x_{1}+0\cdot {\overline {x_{1}}}=k\cdot x_{1},}
che fornisce proprio {\displaystyle f(x_{1})=0} oppure {\displaystyle f(x_{1})=x_{1}} a seconda che {\displaystyle k=0,1} rispettivamente.

## Applicazione alle porte logiche
Applicando il teorema una seconda volta su ognuno dei residui rispetto alla variabile {\displaystyle x_{1}} si ottiene:
{\displaystyle f(x_{1},x_{2},\dots ,x_{n})=x_{1}x_{2}\cdot f(1,1,\dots ,x_{n})+{\overline {x_{1}}}x_{2}\cdot f(0,1,\dots ,x_{n})+x_{1}{\overline {x_{2}}}\cdot f(1,0,\dots ,x_{n})+{\overline {x_{1}x_{2}}}\cdot f(0,0,\dots ,x_{n}),}
iterando il procedimento a tutte le {\displaystyle n} variabili si ottiene l'espressione di {\displaystyle f} in forma canonica AND-OR.
Per il principio di dualità si ottiene inoltre:
{\displaystyle f(x_{1},x_{2},\ldots ,x_{n})=[x_{1}+f(0,x_{2},\dots ,x_{n})]\cdot [{\overline {x_{1}}}+f(1,x_{2},\ldots ,x_{n})],}
che è detto teorema duale. Anche sfruttando tale teorema si ottiene l'espressione algebrica della funzione in forma canonica AND-OR.
Il risultato finale è l'implementazione della funzione in una struttura di porte logiche semplici AND, OR e NOT, detta multiplexer.